# Văn học Liberia

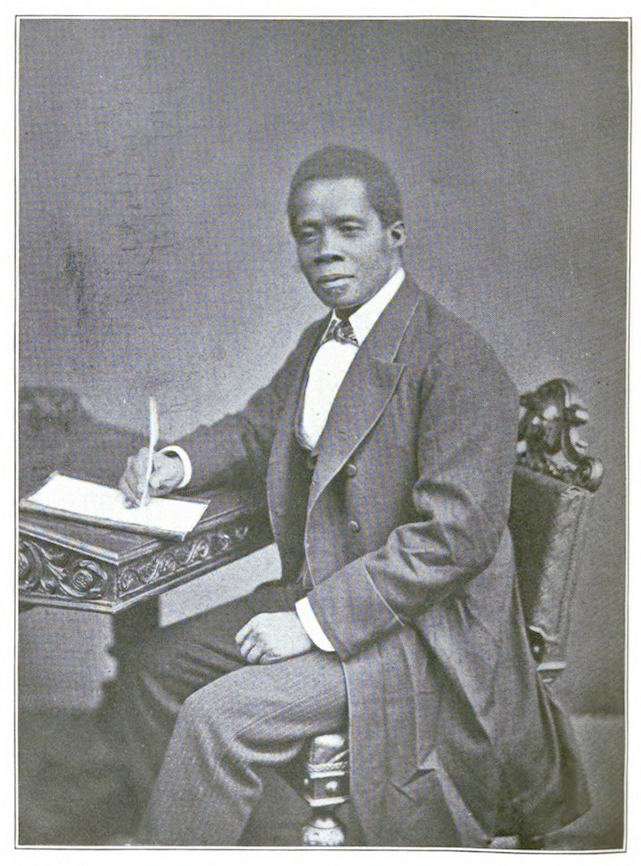
Chính trị gia kiêm văn sĩ Edward Wilmot Blyden.

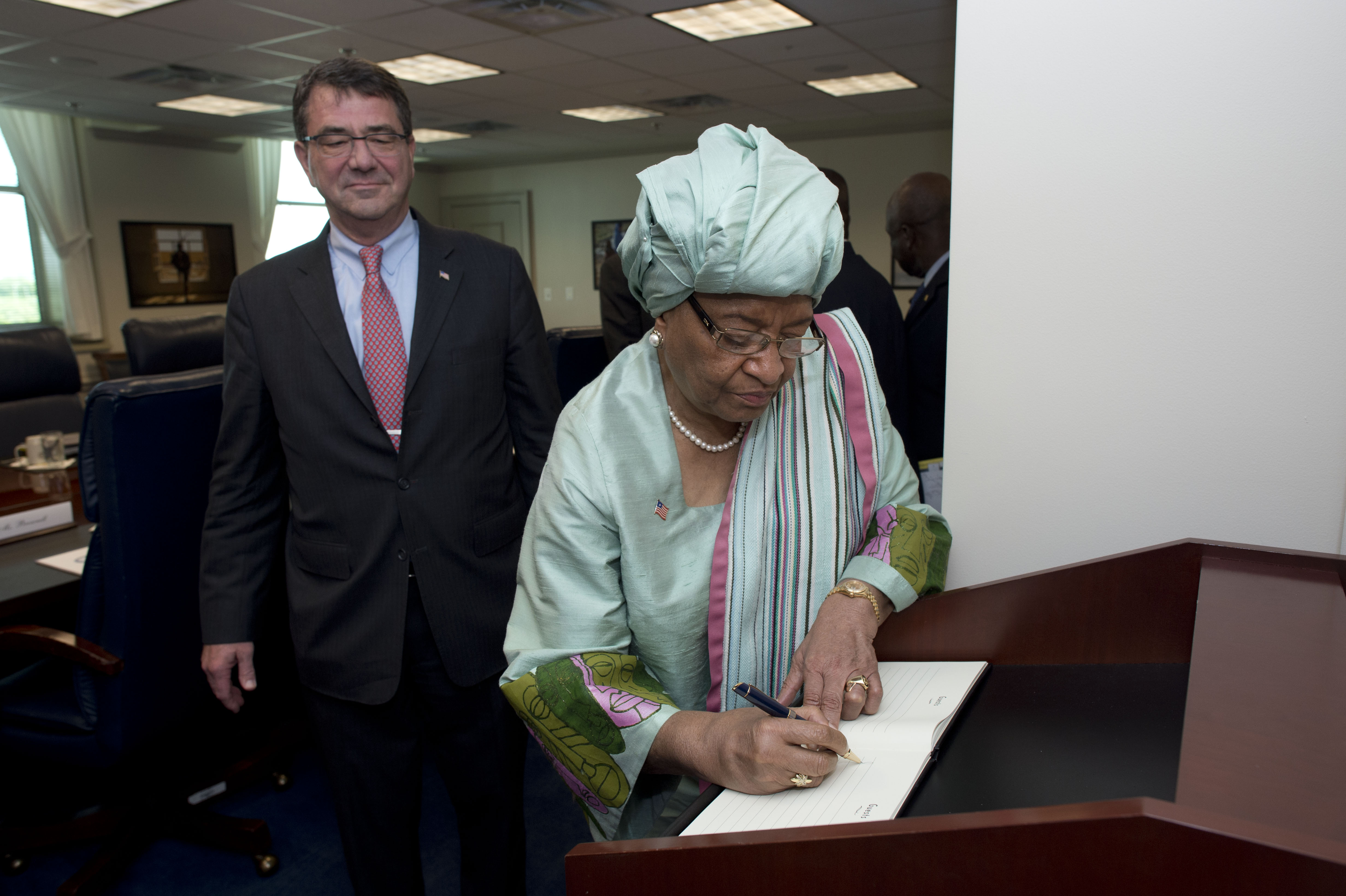
Tổng thống kiêm văn sĩ Ellen Johnson-Sirleaf.

Danh ca kiêm thi sĩ Takun J (nguyên danh Jonathan Koffa).

Truyền thống văn học Liberia được mặc nhiên thừa nhận từ thời điểm lập quốc (1822), nhưng chỉ thực tạo ra thành tựu khi cuốn tiểu thuyết tiên phong xuất hiện vào năm 1891.

## Lịch sử
Cuốn tiểu thuyết Guanya Pau về một công chúa châu Phi do Joseph Walters xuất bản năm 1891 là cột mốc đáng nhớ cho sự khai sinh của thuật ngữ Văn học Liberia (tiếng Anh: Liberian literature). Trong thời kỳ rất ngắn trước và sau thời điểm 1900, hàng loạt tên tuổi gia nhập làng văn Liberia, đáng kể như: Wilmot Blyden, Edwin Barclay, Hilary Teage (tác giả quốc ca Liberia), Doris Banks Henries, Roland T. Dempster, Robert H. Brown, Henry B. Cole, Kona Khasu, Bai T. Moore, Wilton Sankawulo. Thậm chí trong một giai đoạn khá lâu, kiệt tác Án mạng ở Cassava Patch (Murder in the Cassava Patch) của Bai T. Moore và Sao chẳng ai biết chừng nào y chết (Why nobody knows when he will die) của Sankawulo được yêu cầu trích đọc ở mọi học đường.
Trong lĩnh vực văn chương Liberia, đề tài được phản ánh nhiều nhất gồm tục ngữ, lối sống cộng đồng, tín ngưỡng, phong hóa, kế đến là những chủ đề như thực dân chủ nghĩa, phiếm Phi chủ nghĩa, đa văn hóa, nhân quyền mà hầu hết được chuyên chở bằng Anh ngữ. Thi ca cũng dần thành một phương tiện biểu đạt thông dụng.

## Tiêu biểu
- Edward Wilmot Blyden
- Roland Tombekai Dempster
- Henry Boimah Fahnbulleh
- Leymah Gbowee
- Fatima Massaquoi
- Clarence Moniba
- Edward Jakaku Bronston
- Wilton Gbakolo Sengbe Sankawulo, Sr.
- Michaela Songa
- John Hall Malagan
- Patricia Jabbeh Wesley
- Gabriel I. H. Williams
- Hawa Jande Golakai
- Fatima Massaquoi
- Dudambo Kenneth
- Bai Tamia Johnson Moore
- Anna Lee Grant
- Vamba Sherif
- Ellen Johnson Sirleaf
- Abbey King
- Ophelia S. Lewis
- Valerie Jonathan Bombin
- Zelma Davis
- Bennetha Sar
- George Fraska
- Irene Logan
- Knero
- Timothy Nkulele
- Sundaygar Dearboy
- BabyEye Taylor
- Takun J
- Tumnu